# I corpi presentano tracce di violenza carnale
Torso o Torso, violencia carnal (I Corpi Presentano Tracce de Violenza Carnale en el original italiano) es una película Giallo dirigida en 1973 por Sergio Martino. Es un film de culto y una influencia importante en "slasher movies" posteriores de Hollywood como Viernes 13 o Night school. Cuenta la historia de un grupo de chicas asediadas por un asesino en serie que oculta su rostro tras un pasamontañas y que tiene predilección por mutilar los cadáveres de sus víctimas con una sierra de arco.

## Argumento
Alguien está asesinando jóvenes estudiantes de una facultad italiana de Historia del Arte. Dani, una chica de la universidad, cree tener alguna pista, pero está hecha un lío. El asesino lo sabe y la telefonea para advertirle que lo olvide todo o será peor. Aconsejada por su tío, quien tiene que marchar por negocios, Dani se va junto a sus amigas Katia, Ursula y Jane a la mansión que tiene su familia en las afueras de un pueblo. El serial-killer las seguirá y continuará con sus patológicos asesinatos.
- Datos: Q1216651